# 巴克利 (密歇根州)
巴克利（英語：Buckley）是位於美國密歇根州韋克斯福德縣漢諾威鎮區的一個村。

## 人口
根據2020年美國人口普查的數據，巴克利的面積為4.88平方千米，當中陸地面積為4.72平方千米，而水域面積為0.16平方千米。當地共有人口775人，而人口密度為每平方千米158人。